# 维吉佐洛德斯泰
维吉佐洛德斯泰（義大利語：Vighizzolo d'Este），是意大利威尼托大区帕多瓦省的一个市镇。总面积17.15平方公里，人口939人，人口密度54.8人/平方公里（2009年）。国家统计（ISTAT）代码为028098。